# 이스탄불 운하

이스탄불 운하(Kanal İstanbul, Istanbul Canal)는 보스포루스 해협 대신 흑해와 지중해를 오가는 운하로 계획 중이다.

## 같이 보기
- 야부즈 술탄 셀림 교
- 이스탄불 공항